# Volga C40
Volga C40  — российский среднеразмерный седан, выпускающийся с 2024 года АО «Производство легковых автомобилей».

## История
21 мая 2024 года в Нижнем Новгороде на конференции «Цифровая индустрия промышленной России» седан Volga C40 был представлен в числе трёх автомобилей нового бренда Volga.
Согласно данным Правительства Нижегородской области, все автомобили VOLGA в базовой комплектации включает зимний пакет, в них интегрированы российские электронные сервисы, оснащены интеллектуальными системами помощи водителю, мультимедийной системой. В показанных предсерийных моделях также были панорамная крыша, большой дисплей мультимедиа, камера с обзором на 540 градусов.
Volga C40 является ребеджинговой версией китайского автомобиля Changan Raeton Plus, оснащается 1,5-литровым турбодвигателем мощностью 188 л. с. (крутящий момент 300 Н⋅м), который сочетается с семиступенчатой роботизированной трансмиссией с двойным сцеплением.